# Gerätewerk Matrei
Die Firma Gerätewerk Matrei e. Gen (GWM) in Matrei am Brenner ist ein Industriebetrieb, der Heiz- und  Kochgeräte, Metallwaren und Maschinenwerkzeuge herstellt. Eine besondere Stellung dieses vergleichsweise mittelgroßen Unternehmens ergibt sich aus der besonderen Form der Genossenschaft, die nach dem Zweiten Weltkrieg von den Arbeitern selbst gegen den Widerstand der Obrigkeit durchgesetzt wurde.

## Unternehmensform
Das GWM definiert sich selbst auf ihrer eigenen Webseite folgendermaßen:
„Wir sind eine funktionierende Produktivgenossenschaft nach Schulze-Delitzsch. Das Eigentum an Gerätewerk Matrei liegt ausschließlich in den Händen der MitarbeiterInnen.“
Basis dieser Betriebsform sei die Mitbestimmung und Mitverantwortung. Diese präge das unternehmerische Denken und Handeln und sorge für Transparenz und sachbezogenen Entscheidungen.
Ziel der Genossenschaft sei nicht der maximale Gewinn, sondern die Existenzsicherung der Mitarbeiterinnen sowie die Weiterentwicklung des Unternehmens. Gewinne werden deshalb nicht als Renditen ausgezahlt, sondern für Investitionen verwendet.

## Ursprung und Geschichte
In Matrei befand sich bis 1948 die Gebr. Braun OHG, die elektronische Geräte für Rüstungszwecke herstellte und nach Kriegsende Konkurs anmeldete.
- Von den 80 nunmehr arbeitslosen Mitarbeitern[2] gründete Direktor Kommerzialrat Maximilian Maria Moser mit 52 Arbeitern[1] 1948 zum Betrieb eine Genossenschaft, an der alle beteiligt waren.[2]
- Zunächst wurden Kochplatten und ähnliche elektrische Haushaltsgeräte produziert.[2]
- 1992 wurde ein Zweigwerk in Völs auf 7000 Quadratmetern Fläche errichtet.[1]
- 2005 wurden die Werke Matrei und Völs wieder am Standort Matrei zusammengelegt.[1]
- 2009 zählt die Firma 200 Mitarbeiter, davon sind 20 % auch Genossenschaftsmitglieder.[1]